# Неродившийся ребёнок 2
«Неродившийся ребёнок 2» (англ. The Unborn 2; другое название — «Нерождённый 2») — кинофильм.

## Сюжет
Вскоре после того, как мать-одиночка Кэтрин Мур, по профессии автор детских книг, переезжает в новый дом вместе со своим шестимесячным сыном, в округе начинаются зверские убийства детей. Их убийца Линда Холт уверена в том, что убитые дети являются продуктом жестокого эксперимента и если их не остановить, то они уничтожат всё вокруг. И вот следующим в её списке становится ребёнок новоприезжей Кэтрин, которая вовсе не желает признать гибельную сущность сына.

## В ролях
- Мишель Грин — Кэтрин Мур
- Робин Кёртис — Линда Холт
- Скотт Валентайн — Джон Эдмон